# No Guts. No Glory.
No Guts. No Glory. è il secondo album in studio del gruppo hard rock australiano Airbourne, pubblicato nel 2010 da Roadrunner negli Stati Uniti e da EMI in Australia. È stato pubblicato il 5 marzo 2010 in Germania e Paesi Bassi, l'8 marzo 2010 nel Regno Unito, Spagna, Polonia e Francia, il 9 marzo in Canada, il 10 marzo in Giappone, il 12 marzo in Italia e il 20 aprile negli Stati uniti.
Il primo singolo estratto dall'album è No Way But the Hard Way, è disponibile su iTunes dall'8 febbraio 2010.

## Tracce
1. Born to Kill – 3:39
2. No Way But the Hard Way – 3:34
3. Blonde, Bad and Beautiful – 3:49
4. Raise the Flag – 3:32
5. Bottom of the Well – 4:29
6. White Line Fever – 3:10
7. It Ain't Over Till It's Over – 3:17
8. Steel Town – 3:08
9. Chewin' the Fat – 3:11
10. Get Busy Livin' – 3:36
11. Armed and Dangerous – 4:12
12. Overdrive – 3:22
13. Back on the Bottle – 3:50

### Tracce bonus nell'edizione speciale
1. Loaded Gun - 2:51
2. My Dynamite Will Blow You Sky High (and Get Ya Moanin' After Midnight) - 3:24
3. Rattle Your Bones - 2:36
4. Kickin' It Old School - 2:37
5. Devil's Child - 2:12

## Formazione
- Joel O'Keeffe - voce, chitarra
- David Roads- chitarra ritmica, cori
- Justin Street - basso, cori
- Ryan O'Keeffe - batteria